# منتخب المغرب لكرة الصالات للسيدات
منتخب المغرب لكرة الصالات للسيدات أو منتخب المغرب للفوتسال للسيدات هو الفريق النسوي الذي يمثل المغرب في منافسات كرة الصالات العالمية والإفريقية وتشرف عليه الجامعة الملكية المغربية لكرة القدم.

## التاريخ

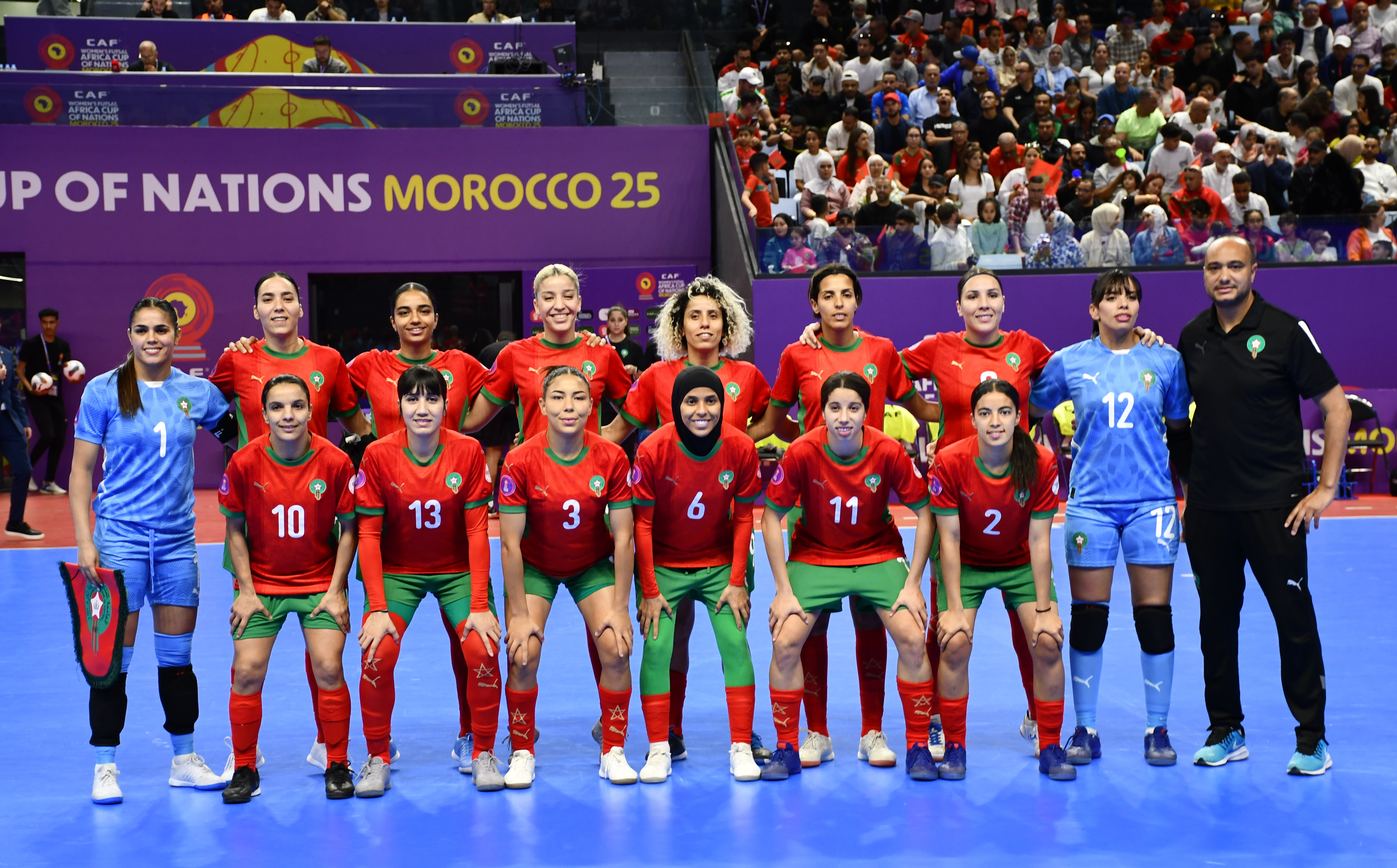
منتخب المغرب خلال نهائي كأس الأمم الإفريقية لكرة الصالات للسيدات 2025.

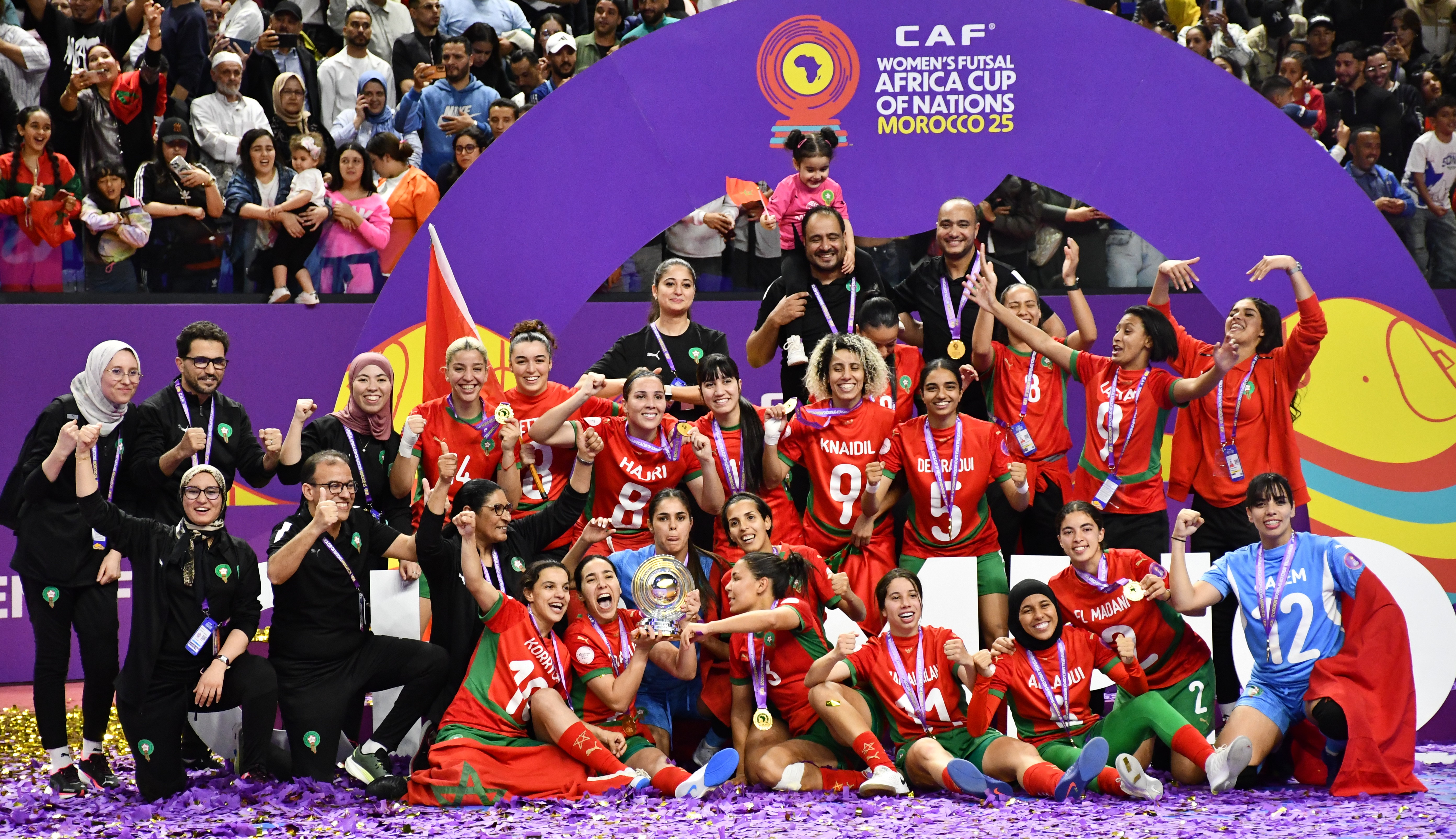
منتخب المغرب يحتفل بالتتويج في المباراة النهائية ببطولة إفريقيا 2025.

في عام 2021، أطلق الاتحاد الملكي المغربي لكرة القدم فريق كرة الصالات النسائي، حيث أقام معسكره التدريبي الأول في أبريل من نفس العام، كجزء من جهود الاتحاد للنهوض بكرة الصالات وكرة القدم النسائية في المملكة. وبعد مرور عام، وتحت قيادة المدرب حسن رحيلة، لعب الفريق مبارياته الدولية الأولى ضد البحرين في المنامة في مارس 2022، وفاز في المباراتين.
في يوليو 2022، لعب الفريق مبارياته الأولى على أرضه ضد أحد أقوى فرق كرة الصالات في آسيا، تايلاند، وتعرض للهزيمة في كلتا المباراتين. في سبتمبر 2023، انفصل الاتحاد عن المدرب لإفساح المجال لتعيين المدربة الإسبانية سارة ميرينو أوخيدا والتي غادرت بعدها. ومع اقتراب كأس العالم لكرة الصالات للسيدات، تولى المغربي عادل السايح مهمة تدريب الفريق بحيث قادهم للتأهل لأول نسخة لكأس العالم لكرة الصالات والتتويج بأول نسخة لبطولة كأس الأمم الإفريقية 2025 بعدما تمكن المنتخب المغربي من الفوز أمام تنزانيا بنتيجة 3-2.

## الألقاب والجوائز
بطولة كأس إفريقيا
- البطل: 2025

## روابط خارجية
- الموقع الرسمي